# Klapov oscilator
Klapov oscilator je jedan od nekoliko tipova elektronskih oscilatora izgrađenih od tranzistora (ili vakuum cijevi) i mreže pozitivne povratne sprege, koristeći kombinaciju jednog kalema (L) sa kondenzatorom (C) za određivanje frekvencije, zbog čega su i nazvani LC oscilatori.

## O oscilatoru
Rad o Klapovom oscilatoru je prvi objavio Džejms Kilton Klap 1948. godine. Prema Vačkaru, oscilatore ove vrste je samostalno razvijalo više pronalazača, a jedan od njih, koji je razvio Gurije bio je u upotrebi na BBC-ju još od 1938. godine.
Kao što se vidi u kolu prikazanom na slici, mreža se sastoji iz jednog kalema i tri kondenzatora. Kondenzatori C1 i 2 formiraju naponski razdjelnik koji određuje dio napona povratne sprege na ulazu tranzistora. Klapov oscilator je u stvari Kolpicov oscilator koji ima dodatni kondenzator postavljen u seriji sa kalemom.
Frekvencija oscilovanja u hercima (broj ciklusa u sekundi) za kolo na slici 1 koje koristi tranzistor sa efektom polja (FET), se nalazi ovako:
Osnovna kružna učestanost je:
{\displaystyle \omega _{0}={\sqrt[{}]{\frac {1}{L_{u}C_{u}}}}}.
Pošto je:
{\displaystyle f_{0}={\frac {\omega }{2\pi }}},
{\displaystyle L_{u}=L}
{\displaystyle C_{u}={\frac {1}{{\frac {1}{C_{0}}}+{\frac {1}{C_{1}}}+{\frac {1}{C_{2}}}}}}
biće:
{\displaystyle f_{0}={\frac {1}{2\pi {\sqrt[{}]{LC_{u}}}}}} ,
pa je:
{\displaystyle f_{0}={\frac {1}{2\pi }}{\sqrt {{\frac {1}{L}}\left({\frac {1}{C_{0}}}+{\frac {1}{C_{1}}}+{\frac {1}{C_{2}}}\right)}}} , tj.:
{\displaystyle f_{0}={\frac {1}{2\pi }}{\sqrt[{}]{{\frac {1}{L}}\left({\frac {C_{1}C_{2}+C_{0}C_{2}+C_{0}C_{1}}{C_{0}C_{1}C_{2}}}\right)}}}
Ukoliko je kapacitivnost kondenzatora 0 mnogo manja od kapacitivnosti 1 i 2, tada će frekvencija oscilovanja zavisiti samo od C0, pa će formula za {\displaystyle f_{o}} glasiti:
{\displaystyle f_{0}={\frac {1}{2\pi {\sqrt[{}]{LC_{0}}}}}}

Klapovo kolo se često preferira nad Kolpicovim kolom, i to uglavnom za izgradnju oscilatora varijabilne frekvencije (VFO - engl. Variable frequency oscillator). U Kolpicovom VFO, naponski razdjelnik sadrži kondenzator promjenljive kapacitivnosti (bilo C1 ili 2). Ovaj promjenljivi kondenzator čini da napon povratne sprege takođe bude promjenljiv, što ponekad dovodi do toga da će biti manja vjerovatnoća da Kolpicovo kolo postigne oscilovanje na frekvencijama iznad željenog dijela frekvencijskog opsega. Ovaj problem je izbjegnut u Klapovom oscilatoru pomoću fiksnih kondenzatora u naponskom djelitelju i jednog promjenljivog kondenzatora (C0) u serijskoj vezi sa kalemom. Takođe, unutrašnja kapacitivnost tranzistora ima mnogo manje ili nema uopšte uticaja na oscilacije.
Induktivnost L je djelimično kompenzovana reaktansom kondenzatora 0. Ovo omogućava većem broju namotaja da povećaju faktor Q (faktor dobrote) kalema, obezbjeđujući zauzvrat oscilator veće stabilnosti i užeg frekvencijskog opsega. Takođe, kapacitivnost unutrašnjih spojeva u tranzistoru je u paralelnoj vezi sa kondenzatorima C1 i 2, tako da je njihov efekat smanjen. Međutim, kondenzator 0 nije pod uticajem C1 ili 2 tako da je frekvencija oscilovanja preciznija i stabilnija.
Klapov oscilator se može dodatno usavršiti ukoliko se u grani u kojoj se nalaze L i C0 (u šemi sa slike 1.) umjesto njih postavi kristal kvarc.
Ovaj oscilator se takođe može realizovati sa triodom koja se postavi na mjesto FET-a, kao sto je to prikazano na slici.

## Upotreba
Klapov oscilator se koristi u radio-amaterstvu.

## Literatura
- . 2005.  978-0-471-72342-4.
- . 2005.  978-0-471-41479-7.

## Spoljašnje veze
- [http://whites.sdsmt.edu/classes/ee322/
- http://zpostbox.ru/g4.htm